# Tour de San Ciprianu
La Tour de San Ciprianu (en corse : Torra di San Ciprianu) est une tour génoise en ruines située dans la commune de Lecci, dans le département français de la Corse-du-Sud. 

## Protection
La tour de San Ciprianu est inscrite monument historique par arrêté du 24 janvier 1995.